# Zofia Kuntze
Zofia Kuntze z domu Grabowska (ur. 4 stycznia 1900 we Lwowie, zm. 18 sierpnia 1944 w Warszawie) – polska zoolog, cytolog.

## Życiorys
Studiowała nauki przyrodnicze na Wydziale Filozoficznym Uniwersytetu Jana Kazimierza pod kierunkiem prof. Jana Hirschlera. Na uczelni poznała swojego męża Romana Kuntzego. Od 1921 pracowała jako nauczycielka biologii w gimnazjach, równolegle kontynuowała pracę naukową. W 1933 przedstawiła rozprawę doktorską "O składnikach plazmatycznych w komórkach rozrodczych męskich raka rzecznego" i na jej podstawie uzyskała stopień naukowy doktora filozofii w zakresie zoologii. W 1937 Roman Kuntze otrzymał etat profesora nadzwyczajnego w Szkole Głównej Gospodarstwa Wiejskiego, w związku z czym oboje przeprowadzili się do Warszawy. Zofia Kuntze podjęła wówczas pracę w Polskim Radio. Podczas okupacji pracowała w Państwowym Muzeum Zoologicznym, gdzie powierzono jej opracowanie zbioru muchówek, jednocześnie uczestniczyła w tajnym nauczaniu. Zginęła 18 sierpnia 1944 zastrzelona przez Niemców, gdy podczas trwających walk powstańczych szła z białą chorągwią niosąc żywność dla uwięzionych w koszarach Stauferkaserne na Mokotowie. Została pochowana na Nowym cmentarzu na Służewie przy ul. Wałbrzyskiej.